# Lusowo

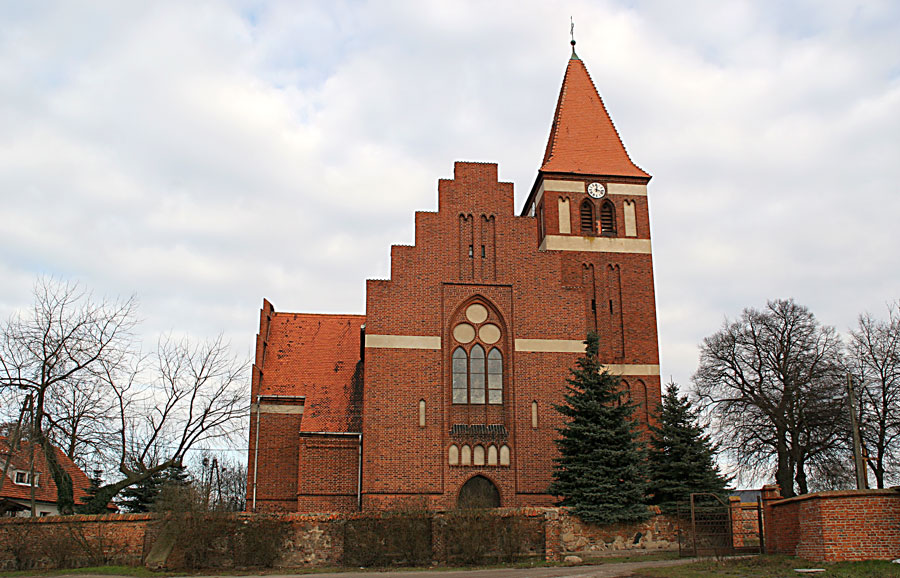
Kirche in Lusowo

Lusowo (dt.: Groß Liebenau 1943–1945, älter auch Leissen) ist ein Dorf in der Woiwodschaft Großpolen, im Powiat Poznański, in der Gemeinde Tarnowo Podgórne. Der Ort liegt 17 Kilometer westlich von Posen.
Lusowo wurde 1145 das erste Mal schriftlich erwähnt. Bis Ende des 18. Jahrhunderts gehörte das Dorf dem Erzbistum Posen.
Zu den Sehenswürdigkeiten des Ortes gehören eine katholische Dorfkirche und ein Palast. Seit 2008 gibt es in Lusowo ein Museum, das dem Großpolnischen Aufstand und Józef Dowbor-Muśnicki gewidmet ist.